# De Weddingplanner
De Weddingplanner is een televisieprogramma op de Nederlandse omroep EO gepresenteerd door Marc Dik.
In dit programma gaan mensen met bijvoorbeeld een handicap/medische problemen, trouwen en wordt er gepoogd het de mooiste dag van hun leven te laten worden.

## De grootste bruiloft van het jaar!
De grootste bruiloft van het jaar! was een eenmalig initiatief van De Weddingplanner, naar aanleiding van het 40-jarige bestaan van de EO, om tegelijk zo veel mogelijk stelletjes met een bepaalde achtergrond (medische problemen e.d.) te laten trouwen. Op 14 maart 2007 gebeurde dit, 25 stellen zeiden spontaan "ja" tegen elkaar in het Tuschinski Theater in Amsterdam. Na het jawoord volgde er een speciaal optreden van Do. Zij zong daar haar nummer I will.
De kerkelijke inzegening vond plaats in de Sint-Agneskerk (Amsterdam). Het feest was in hotel l'Europe. Hier werd tevens de grootste bruidstaart ooit in Nederland gemaakt aangesneden. Hierna was er nog een speciaal optreden van Lucie Silvas, met achtergrondkoor. Zij zong de nummers The same side en Nothing else matters.